# Graf acykliczny
Graf acykliczny – graf niezawierający cykli. W przypadku grafów nieskierowanych spójnych grafy acykliczne są równoważne drzewom, a niespójne – lasom.